# Taxiphylline
La taxiphylline est un composé organique du groupe des glycosides cyanogènes, présent chez de nombreuses espèces de plantes, dont l'if (Taxus baccata), et dont la formule chimique est C14H17NO7.
On en trouve notamment dans les pousses de bambous avec une concentration en équivalent HCN de 800 mg/kg.
Son épimère, est la dhurrine, autre glycoside cyanogène présent en particulier chez le sorgho, les deux composés ne différant que dans la configuration de l'atome de carbone chiral de l'aglycone.